# Perpetua
Perpetua est une police de caractères avec empattements dessinée par Eric Gill à la suite d’une commande de Stanley Morison autour de 1925. Gill s’est inspiré de son travail de marbrier : il taillait des textes dans la pierre pour des monuments. Perpetua est généralement utilisée pour le titrage, mais est également populaire dans l’impression de luxe.